# روميو كامبو
روميو كامبو (بالفرنسية: Romeo Kambou)‏ (ولد في 13 نوفمبر 1980 في جمهورية فولتا العليا) هو لاعب كرة قدم بوركينابي دولي سابق. سبق له اللعب في الأندية في دولة الإمارات العربية المتحدة وقطر وكذلك في بوركينا فاسو.